# 硼烷肼
硼烷肼是一种无机化合物，化学式为N2H4BH3。它可由硫酸肼和硼氢化钠反应制得。它也能在氢溴酸肼和硼氢化镁的反应中生成：
2 N2H5Br + Mg(BH4)2 → 2 N2H4BH3 + MgBr2 + 2 H2↑

## 性质
硼烷肼在液态肼中会发生自催化分解，生成H2BNHNH2和H2；它热分解生成(H2BNHNHBH2)n。
它可以水解：
H3BNH2NH2 + 3 H2O → H3BO3 + N2H4 + 3 H2↑
它可以和氢化钾剧烈反应，生成KN2H3BH3。